# Martin Bláha
Pour les articles homonymes, voir Blaha.
Martin Bláha (né le 12 septembre 1977 à Brno) est un coureur cycliste tchèque. Il a notamment remporté le championnat d'Europe de course à l'américaine en 2010 et a été médaillé de bronze de cette discipline aux championnats du monde de 2009 avec Jiří Hochmann.

## Palmarès

### Championnats du monde
- Manchester 2000
  - 6e de la poursuite par équipes
- Anvers 2001
  - 9e de la poursuite par équipes
- Ballerup 2002
  - 12e de la poursuite par équipes
- Stuttgart 2003
  - 11e de la poursuite par équipes
  - 12e de l'américaine (avec Petr Lazar)
- Melbourne 2004
  - 13e de l'américaine (avec (Petr Lazar)
- Los Angeles 2005
  - 6e de l'américaine (avec (Petr Lazar)
- Bordeaux 2006
  - 14e de l'américaine
  - 15e de la course aux points
- Palma de Majorque 2007
  - 4e du scratch
- Manchester 2008
  - 11e du scratch
- Pruszków 2009
  -  Médaillé de bronze de l'américaine (avec Jiří Hochmann)
- Copenhague 2010
  - 4e du scratch
  - 12e de l'américaine (avec Jiří Hochmann)
- Apeldoorn 2011
  -  Médaillé d'argent de l'américaine (avec Jiří Hochmann)
  - 6e du scratch
- Melbourne 2012
  - 5e du scratch
  - 8e de l'américaine
- Cali 2014
  -  Médaillé d'argent de l'américaine (avec Vojtěch Hačecký)
  - 15e du scratch
- Saint-Quentin-en-Yvelines 2015
  - 6e de l'américaine
- Londres 2016
  - 8e de l'américaine
  - 16e de la course aux points
- Hong Kong 2017
  - 12e de l'américaine[1]
  - 15e du scratch[2]
  - 18e de la course aux points[3]

### Championnats du monde juniors
- 1995
  -  Médaillé de bronze de la poursuite par équipes

### Coupe du monde
- 2004
  - 1er de l'américaine à Manchester (avec Petr Lazar)
- 2004-2005
  - 2e de l'américaine à Moscou
  - 2e de l'américaine à Los Angeles
- 2005-2006
  - 3e de la course aux points à Manchester
- 2006-2007
  - 3e du scratch à Moscou
- 2008-2009
  - 3e du scratch à Manchester
- 2010-2011
  - 3e du scratch à Cali
- 2011-2012
  - 1er de l'américaine à Pékin (avec Vojtěch Hačecký)

### Championnats d'Europe
- 1999
  -  Médaillé de bronze de l'américaine (avec Jacub Lazar)
- Dalmine 2005
  -  Médaillé d'argent de l'américaine (avec Petr Lazar)
- Pruszków 2010
  -  Champion d'Europe de l'américaine (avec Jiří Hochmann)
- Panevėžys 2012
  -  Champion d'Europe de l'américaine (avec Jiří Hochmann)

### Championnats de République tchèque
- Champion de République tchèque de la course aux points : 2011
- Champion de République tchèque du scratch : 2015 et 2017
- Champion de République tchèque de poursuite par équipes : 2015 (avec Jan Kraus, Ondřej Vendolský et Michael Kohout)

## Classements mondiaux
| Année           | 2014 | 2015 | 2016  | 2017  |
| --------------- | ---- | ---- | ----- | ----- |
| UCI Asia Tour   | 403e | 226e |       |       |
| UCI Europe Tour |      |      | 1826e | 1471e |